# Ледине
Ледине су једно од насеља града Београда, које се налазе на Новом Београду, а једним делом и у општини Сурчин.

## Положај и географија
Ледине се налазе западно од центра Београда, преко реке Саве и од њега су удаљене око 12 км., док је удаљеност од аеродрома Никола Тесла око 4 км.. Налазе се на крајњем западу општине Нови Београд. Са источне стране се граниче са Бежанијском косом, Бежанијом и новобеоградским блоковима, са западне и северне са општином Сурчин, док са јужне стране излазе на „Новобеоградски насип“ и простор иза насеља Др Иван Рибар. Насеље има око 6.800 становника, по попису из 2011. године

## Историјат и настанак насеља
Насеље је настало 1961. године када су за потребе уређења града уочи прве конференције покрета несврстаних, становници насеља Старог сајмишта како се тада планирало привремено преселили на Ледине. Врло брзо су направљени пројекти, изграђени нацрти, као и урбанистички планови. Ледине је добило назив јер је прављено на ливадама ван градске области. На Лединама се налази и Јеврејско гробље, на месту које се назива “Троструки сурдук”. Ово је једно од првих стратишта Јевреја на подручју окупираног Београда. За време Другог светског рата, Немци су на Лединама стрељали и закопали 240 Јевреја и нешто мањег броја Рома. Место овог злочина обележено је спомен плочом коју је поставила борачка организација Новог Београда, 20. октобра 1946. године. Гробље представља непокретно културно добро као знаменито место на подручју Београда.

## Објекти у насељу
У насељу Ледине се налази:
- ОШ „Влада Обрадовић Камени”
- Вртић Дечији осмех
- Холивуд аква парк
- Јеврејско гробље

И око 400 занатских, трговинских и услужних објеката.

## Демографија
| Демографија | Демографија | Демографија |
| Година      | Становника  | Становника  |
| ----------- | ----------- | ----------- |
| 1981.       | 2.576       |             |
| 1991.       | 3.060       |             |
| 2001.       | 3.688       |             |
| 2011.       | 6.813       |             |

## Саобраћај
До насеља Ледине се градским превозом које обезбеђује ГСП Београд може стићи аутобусима
- линија 71 Зелени венац - Ледине.[9]
- линија 72 Зелени венац - Аеродром Никола Тесла.
- линија 70 Бежанијска коса - Икеа[10]
- линија 74 Бежанијска Коса - Миријево[11]
- линија 75 Зелени венац - Бежанијска коса[12]
- линија 601 Сурчин - Железничка станица Београд–главна.[13]
- линија 602 Блок 44 - Сурчин.[14]
- линија 603 Ледине - Угриновци.[15]
- линија 604 Блок 45 - Прека Калдрма, Пећинци.[16]
- линија 605 Блок 45 - Прогар.[17]
- линија 610 Земун - Јаково.[18]